# Epactoides betschi
Epactoides betschi là một loài bọ cánh cứng trong họ Bọ hung (Scarabaeidae).